# Knäred
Knäred är en tätort i Laholms kommun och kyrkbyn i Knäreds socken i sydöstra Hallands län, belägen cirka 21 km öster om centralorten Laholm längs med riksväg 15. Det ligger där Krokån mynnar i Lagan.

## Historia
En medeltidskyrka låg mitt i byn och prästgården låg därintill. Vid marknadsplatsen och Karl XI:s brunn låg kyrkbyn. Kvar efter den medeltida kyrkan finns Knäreds kyrkoruin. Den är daterad till 1200-talet. Utgrävningar 1930 frilade grundmurarna. Knäreds nya kyrka var klar 1853 och invigdes 1854. Den har klockor och krucifix bevarade från ortens medeltida kyrka. Egentligen skulle den nya kyrkan ha invigts september 1849 men tornet rasade ner över kyrkan strax före kyrkans invigning.
Kyrkbyn var socknens lilla centrum och där hölls torgdag fyra gånger årligen. En restaurerad marknadsbod finns kvar som minne av platsen. Sista marknaden hölls 1946 och då var kyrkbyn inte längre samhällets centrum. Detta hade långt tidigare förskjutits söderut i samband med järnvägens tillkomst 1899. Tågtrafiken innebar ett kraftigt uppsving för den lilla kommunen. Varor transporterades, hus byggdes och affärsidkare etablerade sig.
I januari 1613 slöts här fred mellan Sverige och Danmark efter Kalmarkriget, freden i Knäred. En minnessten finns vid Sjöared, 11 km öster om Knäred, just vid gränsen mellan Halland och Småland. Sverige förband sig bland annat att betala en miljon riksdaler för att återfå Älvsborgs slott, vilket är känt som Älvsborgs lösen.

### Befolkningsutveckling
| Befolkningsutvecklingen i Knäred 1960–2020 | Befolkningsutvecklingen i Knäred 1960–2020 | Befolkningsutvecklingen i Knäred 1960–2020 | Befolkningsutvecklingen i Knäred 1960–2020 | Befolkningsutvecklingen i Knäred 1960–2020 |
| ------------------------------------------ | ------------------------------------------ | ------------------------------------------ | ------------------------------------------ | ------------------------------------------ |
|                                            |                                            |                                            |                                            |                                            |
| År                                         |                                            |                                            | Folkmängd                                  | Areal (ha)                                 |
| 1960                                       | 1960                                       |                                            | 769                                        |                                            |
| 1965                                       | 1965                                       |                                            | 853                                        |                                            |
| 1970                                       | 1970                                       |                                            | 979                                        |                                            |
| 1975                                       | 1975                                       |                                            | 1 051                                      |                                            |
| 1980                                       | 1980                                       |                                            | 1 143                                      |                                            |
| 1990                                       | 1990                                       |                                            | 1 209                                      | 215                                        |
| 1995                                       | 1995                                       |                                            | 1 292                                      | 228                                        |
| 2000                                       | 2000                                       |                                            | 1 129                                      | 228                                        |
| 2005                                       | 2005                                       |                                            | 1 129                                      | 227                                        |
| 2010                                       | 2010                                       |                                            | 1 088                                      | 226                                        |
| 2015                                       | 2015                                       |                                            | 1 211                                      | 293                                        |
| 2020                                       | 2020                                       |                                            | 1 219                                      | 304                                        |
|                                            |                                            |                                            |                                            |                                            |

## Samhället
På orten finns dagligvaruaffär, bank, förskola och grundskola. Där finns även en vårdcentral med läkarmottagning, folktandvård och ett par äldreboenden.
I samhället finns det även en camping, Flammabadets camping vid utomhusbadet Flammabadet.
2028 planeras Knäred att åter få tågtrafik.

## Näringsliv
Ån Lagan har i Knäredsområdet flera betydande vattenfall med kraftstationer, som genom åren försett såväl södra Sverige som danska Själland med elektricitet. Övre och nedre Knäred från 1910 är välkända liksom uppströms belägna Bassalt och Majenfors. Nedströms ligger Karsefors med en fallhöjd av 32 meter.
KWA tillverkade bland annat trädgårdsmöbler. Heléns Rör AB i Halmstad har en del av sin verksamhet förlagd till Knäred. Där finns även mindre metallindustrier.

### Handel
Knäred var en av få orter i Sverige som längst hade en Coop-butik som drevs av en lokal konsumentförening, Konsumentföreningen Knäred m.o (organisationsnummer: 749200-1875). Föreningen grundades 1920. I december 2022 meddelades det att föreningen skulle uppgår i Coop Väst. Föreningen hade då en butik, belägen på Otterdalsvägen.

### Bankväsende
En egen sparbank för Knäred, Knäreds sparbank, fick sitt reglemente fastställt den 17 november 1910. År 1985 uppgick banken i Laholms sparbank. Laholms sparbank har alltjämt kontor i Knäred.
Skandinaviska kreditaktiebolaget hade under en period ett kontor i Knäred. Det drogs in 1925.

## Personer från orten
Från Knäred kommer författaren Sven Martinson i Västralt.

## Bilder

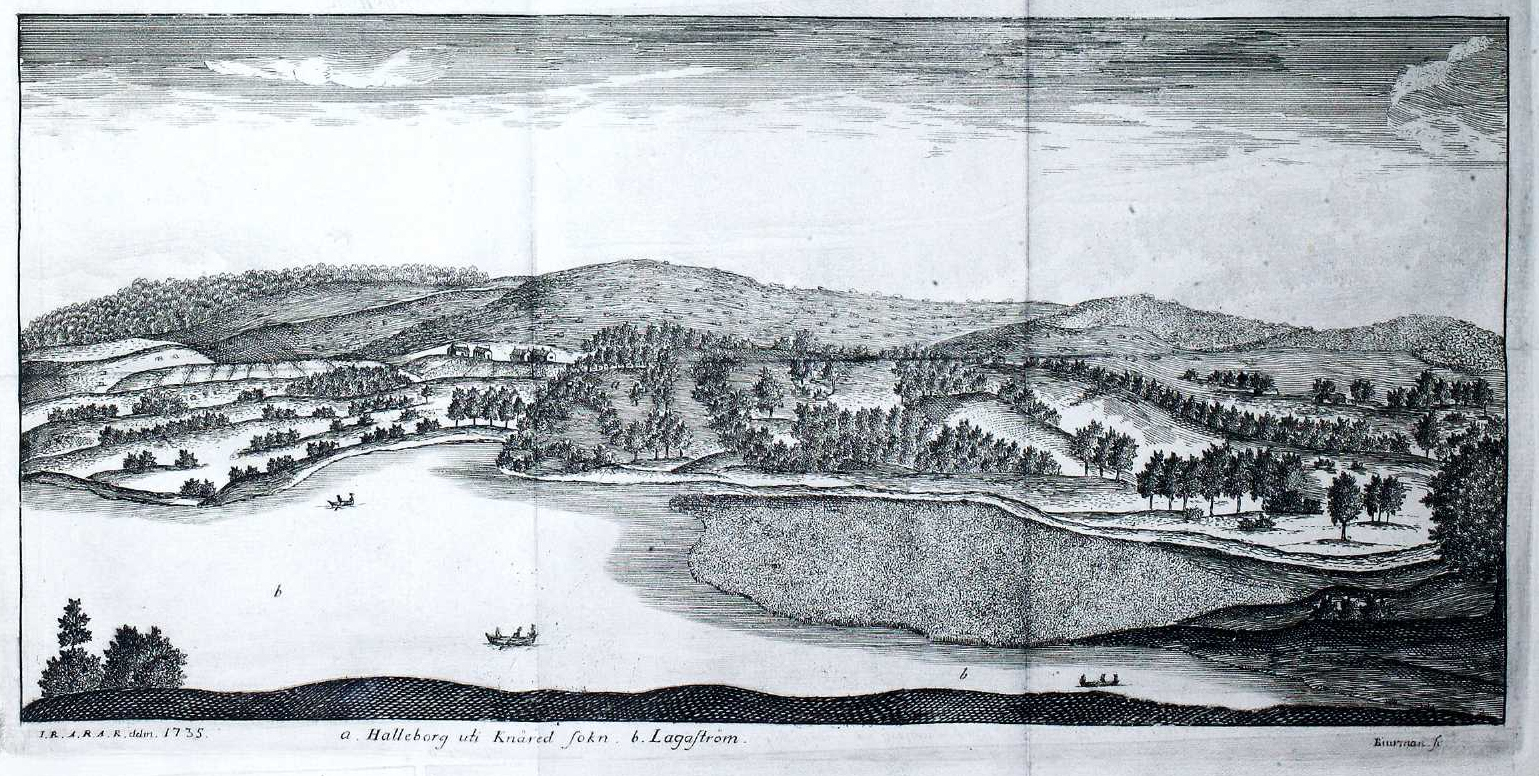
Knäred 1735. Plansch i Hallandia antiqua et hodierna.
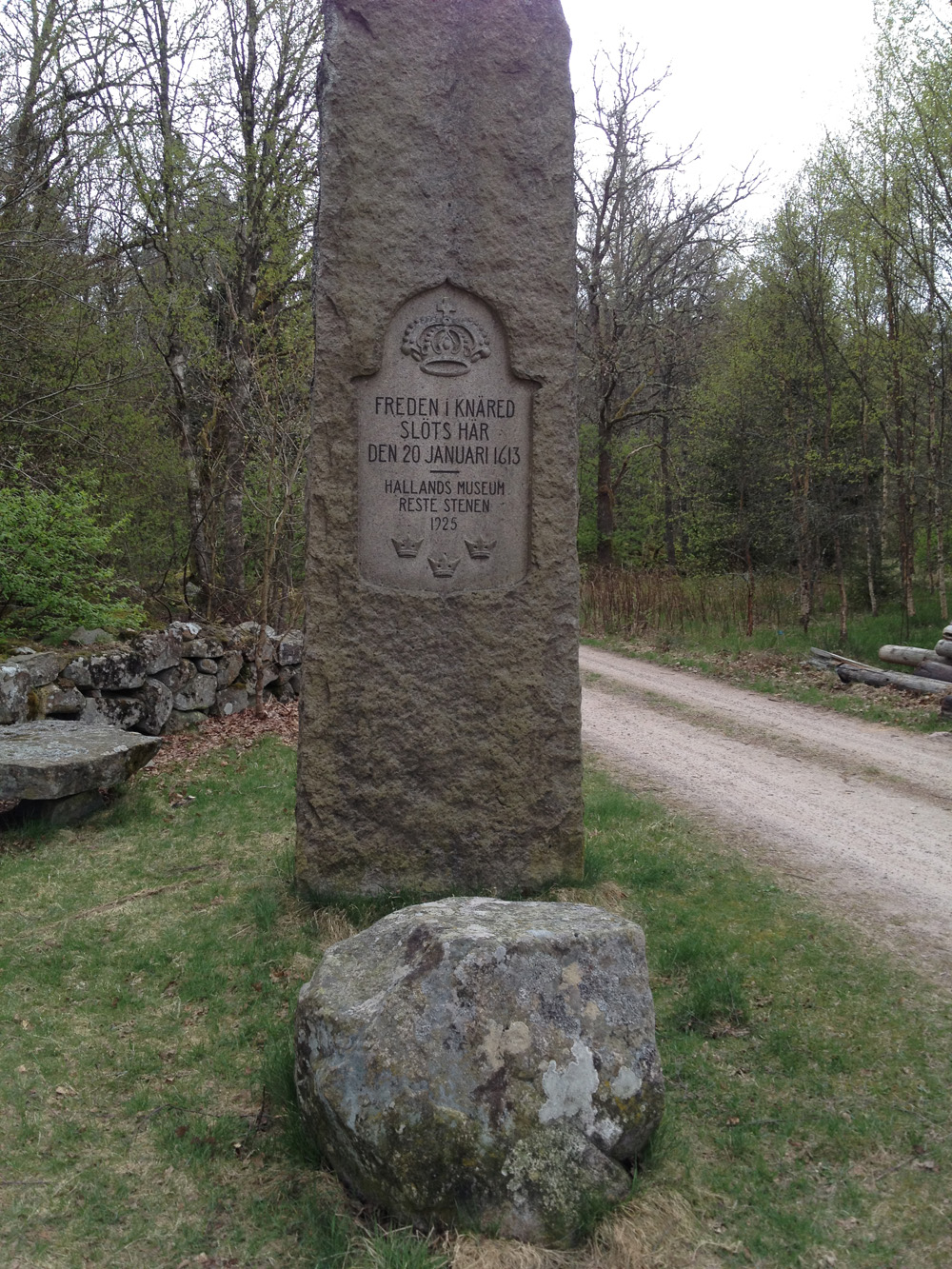
Minnesstenen i Sjöaryd, Freden i Knäred
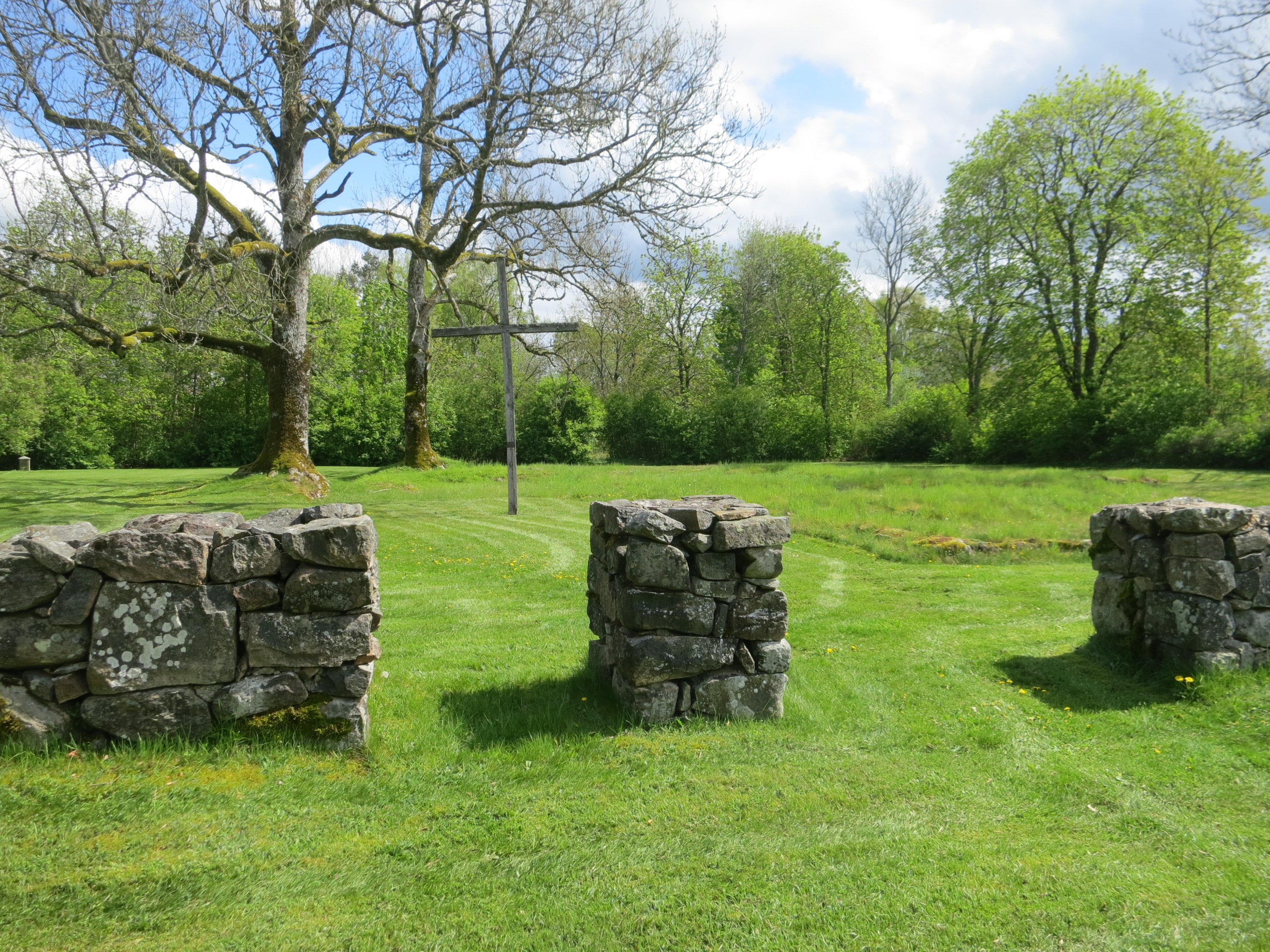
Knäreds medeltida kyrkoruin
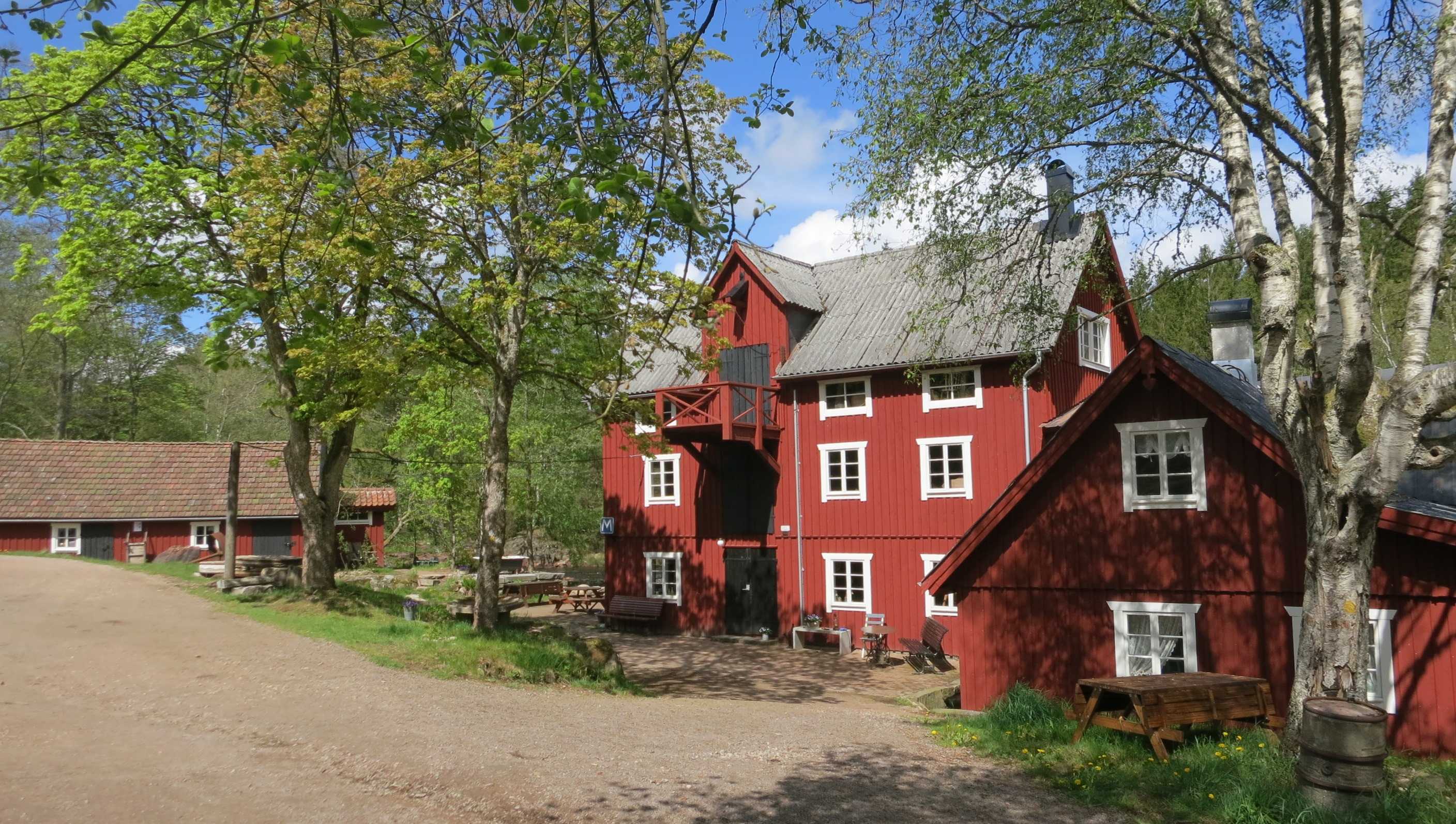
Knäreds nyrenoverade kvarn